# اقتصاد مالطا
اقتصاد مالطا هو اقتصاد على درجة عالية من التصنيع وقائم على الخدمات. وتصنف مالطا على أنها دولة متقدمة حسب صندوق النقد الدولي وتعتبر دولة ذات دخل مرتفع حسب البنك الدولي والاقتصاد القائم على الابتكار بواسطة المنتدى الاقتصادي العالمي. وهي عضو في الاتحاد الأوروبي ومنطقة اليورو، بعد اعتمادها رسمياً لليورو في 1 يناير 2008.
جاءت مالطا في المركز 25 في مؤشر الابتكار العالمي عام 2023. ما لبثت أن تراجعت إلى المركز 29 وفق مؤشر عام 2024.